# Crăiță (strugure)
Crăiță este un vechi soi românesc de struguri.